# نماینده ویژه رئیس‌جمهوری ایالات متحده در امور اقلیم
نماینده ویژهٔ رئیس‌جمهوری ایالات متحده در امور اقلیم (انگلیسی: U.S. Special Presidential Envoy for Climate) منصبی در حکومت فدرال ایالات متحدهٔ آمریکا با اختیارات مربوط به سیاست‌های انرژی و سیاست‌های اقلیمی در قوهٔ مجریه خواهد بود. در تاریخ ۲۳ نوامبر سال ۲۰۲۰، جو بایدن رئیس‌جمهور منتخب اعلام کرد جان کری وزیر امور خارجه پیشین آمریکا به عنوان نماینده ویژه ریاست جمهوری وی در امور اقلیم و عضو شورای امنیت ملی ایالات متحده آمریکا فعالیت خواهد کرد.